# Caffort
Die Société des Anciens Établissements Caffort war ein französischer Hersteller von Automobilen.

## Unternehmensgeschichte
Das Unternehmen aus Paris begann 1920 mit der Produktion von Automobilen. Der Markenname lautete Caffort. 1922 endete die Produktion.

## Fahrzeuge
Das einzige Modell war ein Fahrzeug mit Frontantrieb. Eine Besonderheit war die vordere Schmalspur. Dadurch konnte auf ein Differenzial verzichtet werden. Für den Antrieb sorgte ein luftgekühlter Zweizylindermotor mit 1000 cm³ Hubraum. Viele Fahrzeuge waren als Taxi und Lieferwagen im Einsatz. Personenkraftwagen waren selten.